# Shashi Kapoor

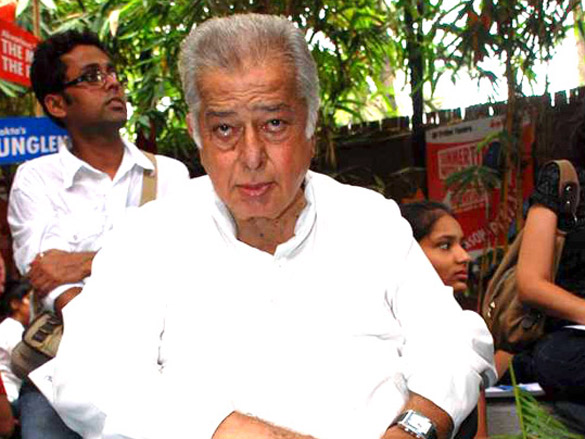
Shashi Kapoor, 2010

Shashi Kapoor (Hindi शशी कपूर, Śaśī Kapūr; * 18. März 1938 in Kolkata, Britisch-Indien; † 4. Dezember 2017 in Mumbai, Indien; bürgerlicher Name: Balbir Raj Kapoor) war ein indischer Schauspieler.

## Leben
Bereits im Alter von sechs Jahren spielte er im Prithvi Theatre seines Vaters Prithviraj Kapoor, wo er bis 1957 auftrat. Nur wenig später übernahm er auch Rollen in Filmen unter der Regie seines älteren Bruders Raj Kapoor (Awaara, 1951). Nach 1957 tourte er mit einer britischen Theatergruppe und spielte in Shakespeare-Dramen in englischer Sprache. Dabei lernte er seine spätere Frau, die 1984 an Krebs gestorbene Schauspielerin Jennifer Kendal, kennen.
In den 1960er Jahren wandte sich Shashi Kapoor wieder der Filmarbeit zu und war bis in die 1980er Jahre ein vielbeschäftigter Darsteller. 1961 hatte er seinen Durchbruch mit Yash Chopras Dharmputra und im folgenden Jahr spielte er unter dem erfolgreichen Regisseur Bimal Roy in Prem Patra. Danach hatte er gemeinsame Filmauftritte mit nahezu allen Stars der Bollywood-Filmindustrie seiner Zeit.
In der US-amerikanischen Hermann-Hesse-Verfilmung Siddhartha (1972) spielte er die Titelrolle. 1975 gewann Shashi Kapoor für seine Nebenrolle in Deewaar an der Seite von Amitabh Bachchan den Filmfare Award als bester Nebendarsteller. Überzeugend war auch sein Auftritt in Shyam Benegals Junoon (1979). 1982 spielte er eine Hauptrolle in James Ivorys Indien-Epos Heat and Dust nach dem gleichnamigen Roman von Ruth Prawer Jhabvala. Für New Delhi Times wurde ihm 1986 als bester Hauptdarsteller ein National Film Award verliehen. Als alternder Urdu-Poet trat er 1993 in In Custody zum zweiten Mal in einem Film von Ismail Merchant auf, bereits 1963 spielte Kapoor in dessen Film Householder.
Der von ihm gesprochene Satz Mere paas maa hai („Auf meiner Seite steht Mutter.“) aus dem Film Deewar gilt als eines der bekanntesten Bollywood-Zitate.
Seine einzige Regiearbeit war die indisch-sowjetische Produktion Ajooba (1991). Die letzten Filmproduktionen, an denen er teilnahm, waren die im Jahre 1998, darunter für den Film Jinnah. Er spielte in über 150 Filmen. 1978 gründete er das Prithvi-Theater, das sein Vater 18 Jahre zuvor geschlossen hatte, zur Erinnerung an diesen wieder neu in Bombay.
Shashi Kapoor gehörte zur Schauspielerdynastie Kapoor, der neben seinem Vater und seinem älteren Bruder Raj und dessen Enkelinnen Karisma und Kareena Kapoor auch sein Bruder Shammi und sein Neffe Ranbir angehören. Er wurde mit dem Dadasaheb Phalke Award für das Jahr 2014 ausgezeichnet.

## Filmografie (Auswahl)
- 1948: Aag
- 1951: Awara – Der Vagabund von Bombay (Awaara)
- 1961: Dharmputra
- 1965: Waqt
- 1972: Siddhartha
- 1974: Chor Machaye Shor
- 1975: Deewaar
- 1976: Kabhi Kabhie
- 1979: Kaala Patthar
- 1981: Silsila
- 1987: Sammy und Rosie tun es (Sammy and Rose Get Laid)
- 1988: Die Täuscher (The Decievers)
- 1998: Jinnah